# Штриттих, Рудольф
Рудо́льф (Ру́ди) Штри́ттих (нем. Rudolf „Rudi“ Strittich; 3 марта 1922 — 11 июля 2010) — австрийский футболист и тренер.

## Биография
Начал спортивную карьеру в возрасте 14 лет в клубе «Форвертс» (Штайр). В 1940 году в составе «Граслица» выиграл судето-немецкий чемпионат, а в 1943 году с клубом «Фёрст» (Вена) — чемпионат Австрии.
По окончании войны непродолжительное время играл за «Форвертс» Штайр, затем вновь вернулся в Вену, в 1946 году был финалистом национального Кубка. Его карьера внезапно прервалась, когда он и Эрнст Забедитш в 1950 году были обвинены в попытке контрабанды опия-сырца из Египта. После одного сезона в итальянской «Триестине» он отправляется в Колумбию, где также провёл один сезон. В 1952 году возвратился в «Фёрст», карьеру игрока закончил из-за травм в 1955 году, выступая за французский «Безансон».
С 1955 году началась его тренерская карьера, наибольших успехов он достиг, возглавляя датский клуб «Эсбьерг», который под руководством Штриттиха четырежды становился чемпионом своей страны. В 1970—1975 гг. — главный тренер национальной сборной Дании. Закончил карьеру в 1980 году на посту наставника зальцбургской «Аустрии».

## Достижения
- Чемпион Судетской области (1): 1940
- Чемпион Австрии (1): 1943
- Финалист Кубка Австрии (1): 1946
- Чемпион Дании (4): 1961, 1962, 1965, 1979 (как тренер)